# Columbio
Columbio (Filipino: Bayan ng Columbio) ist eine philippinische Stadtgemeinde in der Provinz Sultan Kudarat, Verwaltungsregion XII, SOCCSKSARGEN. Sie hat 33.258 Einwohner (Zensus 1. August 2015), die in 16 Barangays lebten. Sie wird als Gemeinde der ersten Einkommensklasse auf den Philippinen und als teilweise urbanisiert eingestuft.
Columbio liegt im Cotabato Valley, ca. 44 km östlich von Tacurong City entfernt. Ihre Nachbargemeinden sind Tulunan im Norden, Datu Paglas im Nordwesten, Lutayan im Westen, Malalag, Matanao, Magsaysay und Kiblawan im Osten, Tampakan im Süden.

## Baranggays
| - Bantangan - Datablao - Eday - Elbebe - Lasak - Libertad - Lomoyon - Makat | - Maligaya - Mayo - Natividad - Poblacion - Polomolok - Sinapulan - Sucob - Telafas |

## Weblink
- Informationen der Philippine Statistics Authority über Columbio